# Schwingesperrwerk

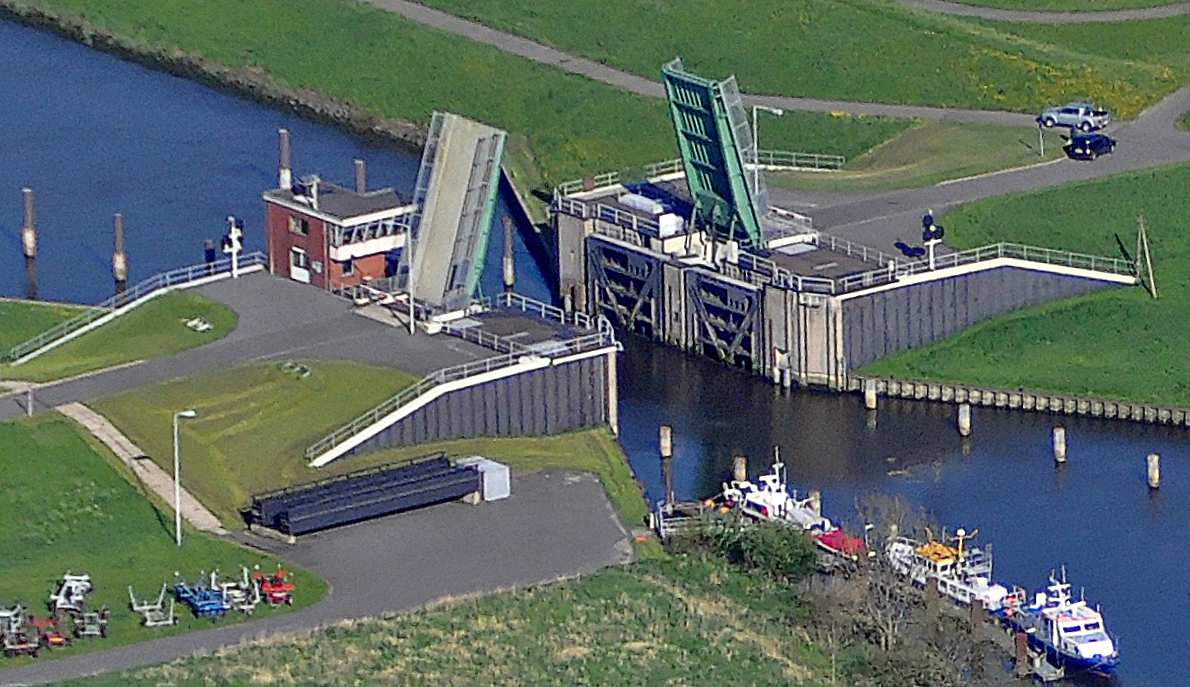
Das Schwingesperrwerk

Das Schwingesperrwerk liegt an der Mündung der Schwinge in die Unterelbe bei Stadersand. Es ist Teil des Hochwasserschutzkonzeptes an der von den Gezeiten beeinflussten Tiedeelbe zwischen der Staustufe Geesthacht und der Elbmündung in die Nordsee, welches infolge der schweren Sturmflut 1962 entwickelt wurde. 
Das von Juni 1969 bis August 1971 gebaute Sperrwerk schützt die an der Schwinge liegenden Ortschaften, insbesondere die Hansestadt Stade. Die Baukosten des Sperrwerks beliefen sich auf umgerechnet rund 7,5 Mio. Euro. Verbaut wurden rund 7000 m³ Stahlbeton, 900 t Betonstahl und 1200 t Stahlspundwand. 
Das Bauwerk ist 34 m breit und ebenso tief. Die Schifffahrtsöffnung, die eine lichte Breite von 16 m hat, kann durch zwei zweiteilige Stemmtore verschlossen werden. Die Drempeltiefe beträgt 4,5 m unter NN, die Oberkante der Stemmtore liegt 7,6 m über NN. Geschlossen wird das Sperrwerk ab einem Wasserstand von 2,4 m über NN. Über dem Sperrwerk befindet sich eine Doppelklappbrücke mit einer Traglast von 30 t. Sie dient hauptsächlich der Deichverteidigung und nicht dem öffentlichen Straßenverkehr. 
Betrieben wird das Sperrwerk von der Betriebsstelle Stade des Niedersächsischen Landesbetriebs für Wasserwirtschaft, Küsten- und Naturschutz (NLWKN).

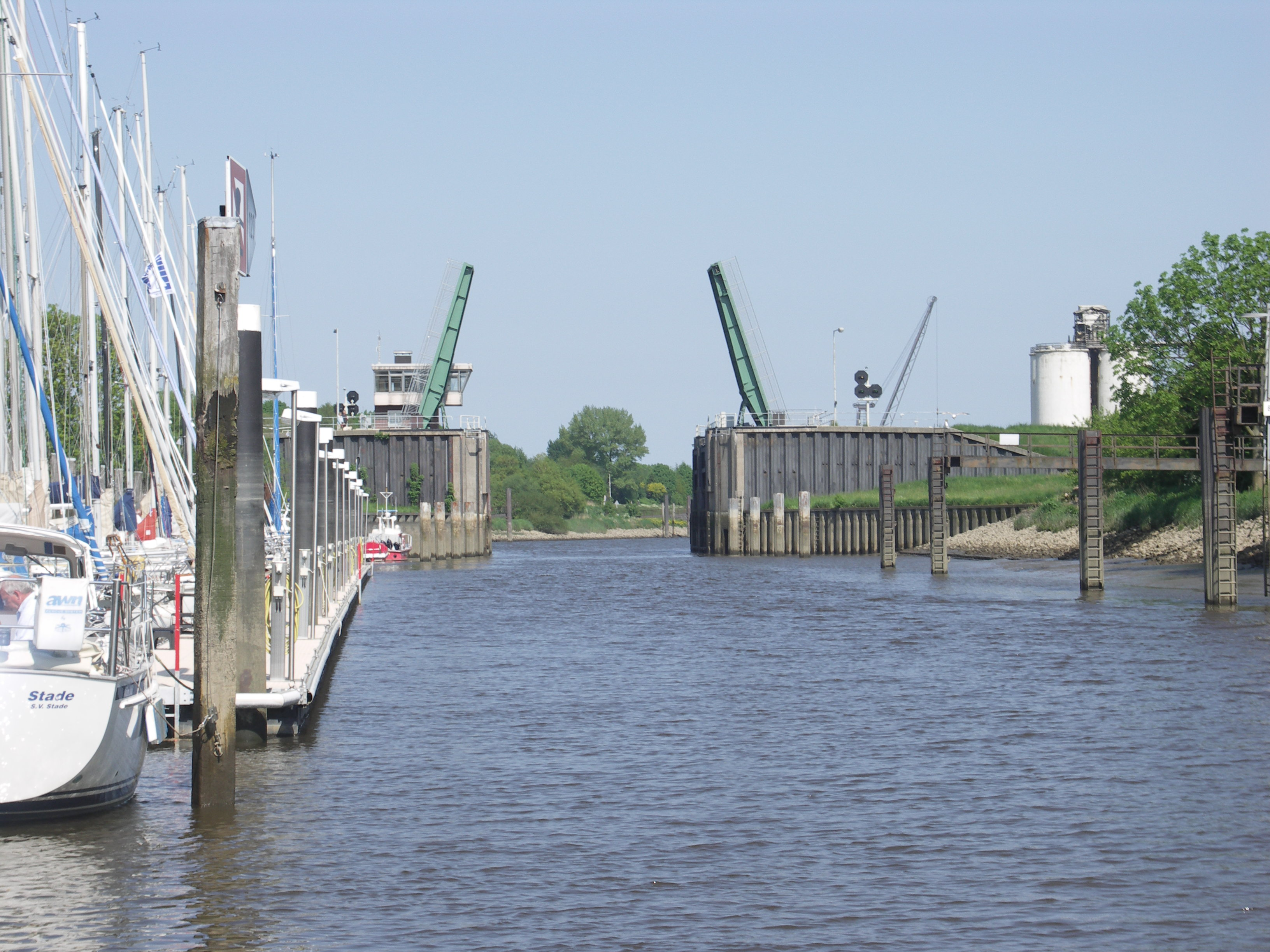
Schwingesperrwerk bei Niedrigwasser, Blick in Richtung Schwingemündung
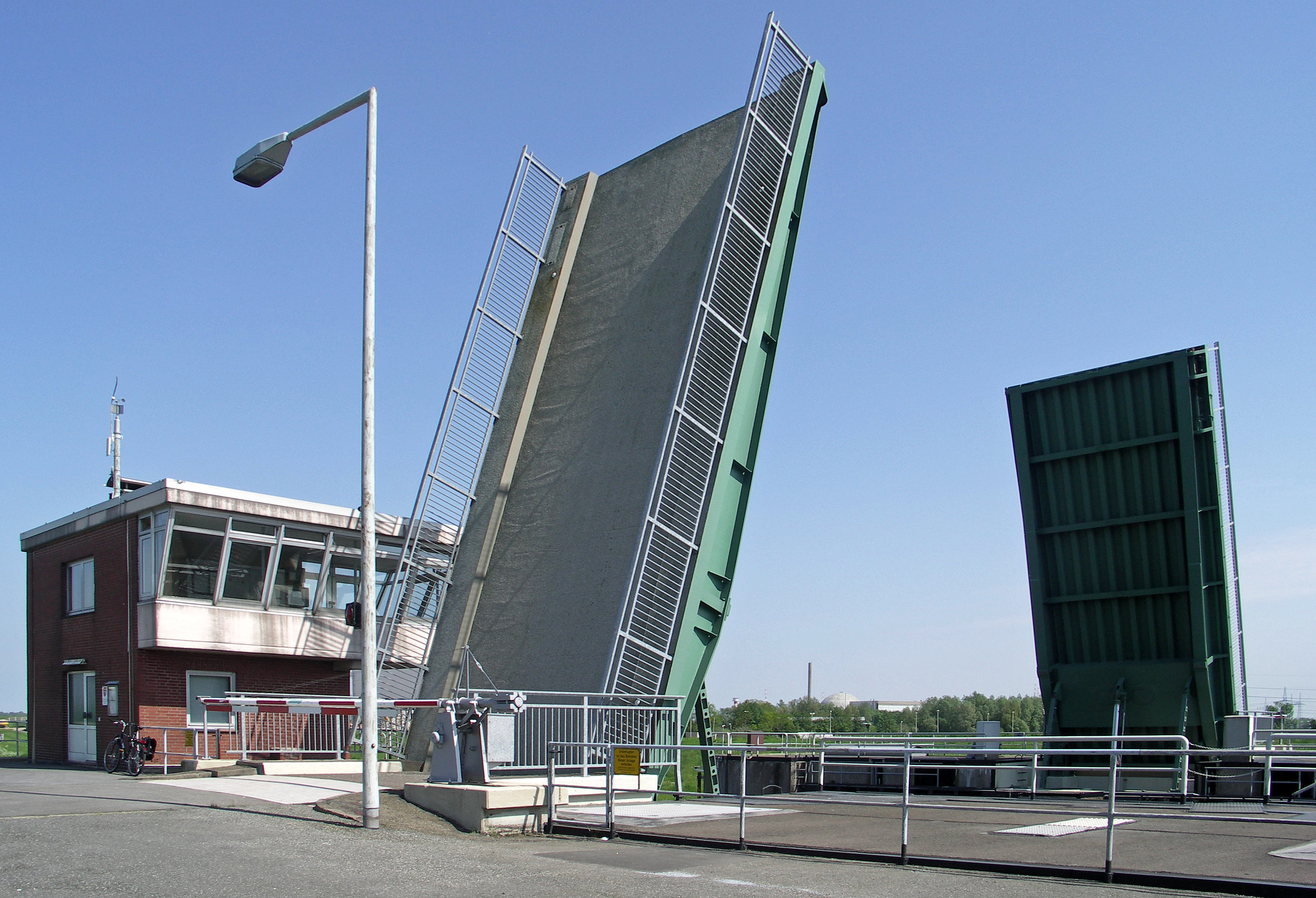
Die im Normalfall geöffnete Klappbrücke des Sperrwerks